# الغريب (قرية)
الغُريّب إحدى قرى مركز زفتى التابع لمحافظة الغربية بجمهورية مصر العربية. أصلها من توابع قرية فرسيس حتى فصلت عنها سنة 1228 هـ.

## السكان
بلغ عدد سكان الغريب 11,810 نسمة حسب تقدير عام 2018.
| السنة  | 1882 | 1897 | 1907 | 1927 | 1947 | 1960 | 1976 | 1986 | 1996 | 2006  | 2018   |
| ------ | ---- | ---- | ---- | ---- | ---- | ---- | ---- | ---- | ---- | ----- | ------ |
| القرية | 1858 | 2779 | 3159 | 3783 | 3826 | 4520 | 5305 | 6504 | 7379 | 8,626 | 11,810 |